# Pronoms personnels coréens
Les pronoms personnels coréens sont nombreux, il en existe pour chaque registre de langue (neutre, formel, etc.).

## Utilisation
Dans beaucoup de phrases, dès que cela est possible les pronoms sont implicites. Quand on s'adresse à des personnes proches ou plus jeunes que soi, on peut utiliser leur nom ou prénom.
Il est aussi fréquent d'utiliser un titre à la place des pronoms personnels comme 아줌마 (ajumma) « femme d'âge moyen » ou 할아버지 (harabeoji) « grand-père ».

## Pronoms usuels
| je    | na          | 나     |
| tu    | neo         | 너     |
| il    | geu         | 그     |
| elle  | geunyeo     | 그녀   |
| nous  | uri         | 우리   |
| vous  | neohuideul  | 너희들 |
| ils   | geudeul     | 그들   |
| elles | geunyeodeul | 그녀들 |

Chaque pronom a une forme neutre et une formelle, par exemple 나 (na) est la forme neutre et 저 (jeo) est la forme formelle du même pronom.
À l'origine, il n'y avait pas de différenciation entre féminin et masculin à la 3e personne (du singulier et pluriel), mais au contact des langues occidentales, de nouveaux pronoms sont apparus.